# Provincia di Taroudant
La provincia di Taroudannt è una delle province del Marocco, parte della regione di Souss-Massa.

## Geografia antropica

### Suddivisioni amministrative
La provincia di Taroudannt conta sette  municipalità e 82 comuni:

#### Municipalità
- Ait Iaaza
- El Guerdane
- Irherm
- Oulad Berhil
- Oulad Teima
- Taliouine
- Taroudannt

#### Comuni
- Adar
- Agadir Melloul
- Ahl Ramel
- Ahl Tifnoute
- Ahmar Laglalcha
- Ait Abdallah
- Ait Igas
- Ait Makhlouf
- Amalou
- Aoulouz
- Arazane
- Argana
- Askaouen
- Assads
- Assaisse
- Assaki
- Azaghar N'Irs
- Azrar
- Bigoudine
- Bounrar
- Eddir

- El Faid
- El Koudia El Beida
- Freija
- Ida Ou Gailal
- Ida Ou Moumen
- Ida Ougoummad
- Igli
- Igoudar Mnabha
- Iguidi
- Imaouen
- Imi N'Tayart
- Imilmaiss
- Imoulass
- Issen
- Lagfitat
- Lakhnafif
- Lamhadi
- Lamhara
- Lamnizla
- Machraa El Ain
- Nihit

- Oualqadi
- Oulad Aissa
- Ouneine
- Ouzioua
- Sidi Abdellah Ou Said
- Sidi Ahmed Ou Abdallah
- Sidi Ahmed Ou Amar
- Sidi Boaal
- Sidi Borja
- Sidi Boumoussa
- Sidi Dahmane
- Sidi Hsaine
- Sidi Moussa Lhamri
- Sidi Mzal
- Sidi Ouaaziz
- Tabia
- Tafingoult
- Tafraouten
- Talgjount
- Talmakante

- Tamaloukte
- Taouyalte
- Tassousfi
- Tataoute
- Tazemmourt
- Tidsi Nissendalene
- Tigouga
- Tindine
- Tinzart
- Tiouit
- Tisfane
- Tisrasse
- Tizgzaouine
- Tizi N'Test
- Toubkal
- Toufelaazt
- Toughmart
- Toumliline
- Zagmouzen
- Zaouia Sidi Tahar